# سیارک ۲۲۵۴۷
سیارک ۲۲۵۴۷ (به انگلیسی: 22547 Kimberscott، نامگذاری:1998FO78) بیست و دو هزار و پانصد و چهل و هفتمین سیارک کشف شده‌است که در ۲۴ مارس ۱۹۹۸ کشف شد.
قدر مطلق سیارک برابر ۱۷.۰ است.